# Westfaliano
O westfaliano (em westfaliano Westfäölsk, em baixo alemão Westfäälsch, em alemão Westfälisch) é uma variedade linguística Plattdüütsch do baixo saxão pertencente ao grupo do baixo-alemão. Sua característica mais destacada é a ditongação (ditongos crescentes). Por exemplo, em westfaliano diz-se ieten ([ɪɛtn̩]) enquanto em outras línguas baixo-alemãs diz-se eten ("comer").

## Subdivisões
Na Europa, o westfaliano divide-se em quatro grupos dialetais:
- dialeto de Münsterland (Münsterländer Platt), incluindo o Borbecksch Platt;
- westfaliano oriental (Ostwestfälisch), que inclui as falas da zona de Osnabrück e Tecklenburg;
- dialeto do Sauerland (Sauerländer Platt), falada na região homónima;
- dialeto do oeste de Münsterland (Westmünsterländisch).

De um ponto de vista linguístico e histórico, também pertencem ao westfaliano os dialectos falados no nordeste dos Países Baixos (Drenthe, Twente, Achterhoek e Salland). Nos últimos anos têm evoluído mais para o neerlandês pela influência que exerce esta língua, enquanto na Alemanha os dialetos estão a ser substituídos pelo alemão devido ao envelhecimiento de seus falantes.

## Características
O westfaliano conservou muitas estruturas gramaticais e traços fonéticos antigos. Sua forma escrita carece de ortografia normativizada, escreve-se segundo a fonética. Não obstante, elaboraram-se ortografias para falas específicas como a de Münsterland e a de Ravensberg. O léxico do westfaliano está descrito no Westfälisches Wörterbuch ("Dicionário do Westfaliano") e no Niedersächsisches Wörterbuch ("Dicionário do baixo-saxão").

## Extensão
A zona de extensão do westfaliano compreende a parte nororiental do estado de Renania do Norte-Westfalia, isto é, a antiga província prusiana de Westfalia, a excepção do distrito de Siegen-Wittgenstein, e parte-a sul do antigo distrito de Weser-Ems (a região ao redor de Osnabrück e a zona de Emsland, na moderna Baixa Saxônia).
Hoje em dia, o verdadeiro westfaliano é falado principalmente por pessoas maiores, idosas. Na vida quotidiana, a maioria da população de Westfalia fala uma variedade local de alemão padrão com acento local. Este acento não é tão marcado como, por exemplo, o bávaro, pois Westfalia está mais perto da região de Hannover, cuja variedade se costuma considerar próxima ao alemão moderno aceitavel.

### Dialeto do Westfaliano em Brasil
Atualmente, na cidade de Westfalia (Rio Grande do Sul), Brasil tem-se adoptadado uma versão do Plattdüütsch do Wesfaliano como língua co-oficial junto ao Português segunda lei N° 1302 do ano 2016, conhecido como Vestfaliano ou Sapado do Pau.

## Referencias
1. ↑  https://www.ethnologue.com/language/wep
2. ↑  http://olac.ldc.upenn.edu/item/oai:ethnologue.com:wep
3. ↑  http://encyclopedia.kids.net.au/page/we/Westphalian_language
4. ↑  http://www.self.gutenberg.org/articles/West_Low_German
5. ↑  https://web.archive.org/web/20190418013906/http://camarawestfalia.rs.gov.br/wp-content/uploads/2016/05/1302.pdf